# Tony Tornay
Anthony (Tony) Tornay (4 november) is een Amerikaanse muzikant en fotograaf. Torney is het meest bekend als drummer van de band Fatso Jetson. Hij is een muzikant uit de Palm Desert Scene.

## Biografie
Torney begon als drummer in de band Solarfeast. Hij kwam met regelmaat naar de generator parties die Lalli organiseerde. Hierdoor kende ze elkaar.
Nadat Mario met zijn neef Larry stopte met de band The Sort of Quartet, besteedden ze samen met Torney veel tijd aan snooker, het drinken van bier in Mario en Larry's nightclub, "Rhythm & Brews" in Indio. Ze besloten de band Fatso Jetson op te richten nadat ze zagen alle instrumenten te spelen die nodig zijn in een band.
In 2014 speelde hij live in de line-up voor Brant Bjork tijdens de Low Desert Punk tour.

## Privé
Buitenom zijn muzikale loopbaan heeft hij met zijn vrouw Melissa een antiekzaak in Los Angeles.

## Fotografie
Torney heeft voor enkele bands foto's gemaakt voor cd-hoezen.
| Jaar | Artiest                   | Album                    |
| ---- | ------------------------- | ------------------------ |
| 1998 | "Queens of the Stone Age" | Queens of the Stone Age" |
| 2001 | "Fatso Jetson"            | "Toasted"                |
| 2001 | "Brant Bjork"             | "Punk Rock Guilt"        |

## Discografie

### MetSolarfeast
| Jaar | Titel    | Opmerkingen |
| ---- | -------- | ----------- |
| 1995 | Gossamer | Drum        |

### MetFatso Jetson

#### Albums
| Jaar | Titel                      | Opmerkingen |
| ---- | -------------------------- | ----------- |
| 1995 | "Stinky Little Gods"       | Drum        |
| 1997 | "Power of Three"           | Drum        |
| 1999 | "Flames for All"           | Drum        |
| 2001 | "Toasted"                  | Drum        |
| 2002 | "Cruel & Delicious"        | Drum        |
| 2007 | "Fatso Jetson Live" (lp)   | Drum        |
| 2010 | "Archaic Volumes"          | Drum        |
| 2013 | "Live at Maximum Festival" | Drum        |
| 2016 | "Idle Hands"               | Drum        |

#### Single en ep
| Jaar | Titel                                  | Opmerkingen |
| ---- | -------------------------------------- | ----------- |
| 1998 | "Fu Manchu/Fatso Jetson Split"         | Drum        |
| 1998 | "Fatso Jetson/The Bloodshot Split"     | Drum        |
| 1999 | "Fatso Jetson/Fireball Ministry Split" | Drum        |
| 2010 | "Fatso Jetson/Oak's Mary Split"        | Drum        |
| 2013 | "Yawning Man & Fatso Jetson Split"     | Drum        |
| 2014 | "Early Shapes Split"                   | Drum        |

#### Compilatiealbums
| Jaar | Titel                                            | Opmerkingen |
| ---- | ------------------------------------------------ | ----------- |
| 1998 | "Welcome to Meteor City"                         | Drum        |
| 1999 | "Graven Images - A Tribute to the Misfits"       | Drum        |
| 2001 | "Stoned Again! - A Bong Load Records Collection" | Drum        |

### MetChuck Dukowski SEXTET
| Jaar | Titel                | Opmerkingen |
| ---- | -------------------- | ----------- |
| 2007 | Reverse The Polarity | Drum        |

### MetDeep Dark Robot
| Jaar | Titel                | Opmerkingen     |
| ---- | -------------------- | --------------- |
| 2011 | 8 Songs About A Girl | Drum, Percussie |

### MetBrant Bjork and the Low Desert Punk Band
| Jaar | Titel                | Opmerkingen |
| ---- | -------------------- | ----------- |
| 2014 | "Black Power Flower" | Drum        |

### Overig
| Jaar | Titel                                                | Opmerkingen             |
| ---- | ---------------------------------------------------- | ----------------------- |
| 1998 | Desert Sessions - The Desert Sessions: Volumes 3 & 4 | Drum op "Jr. High Love" |